# Palazzo Ducale (Mantua)

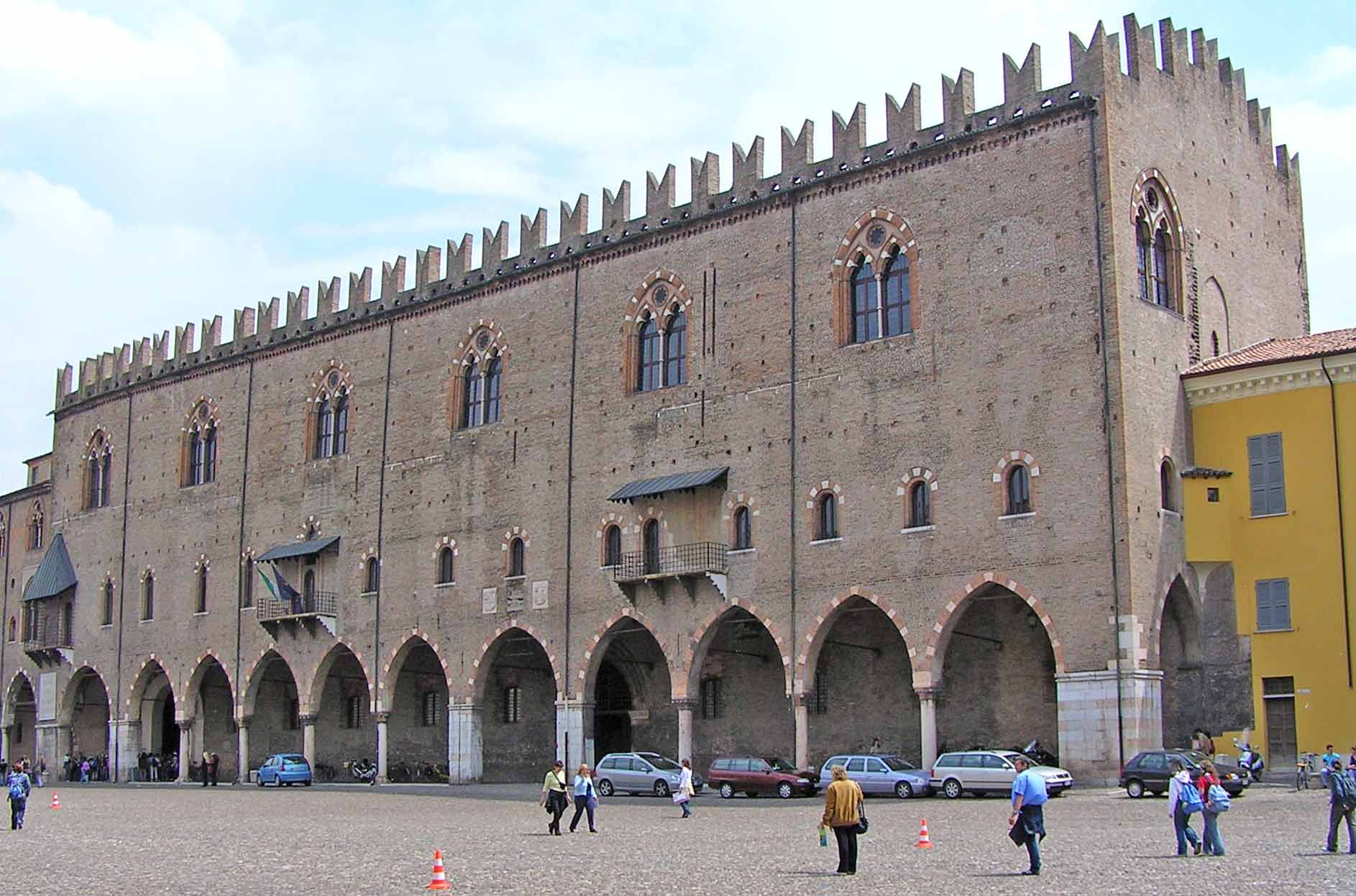
Fassade des Herzogspalastes

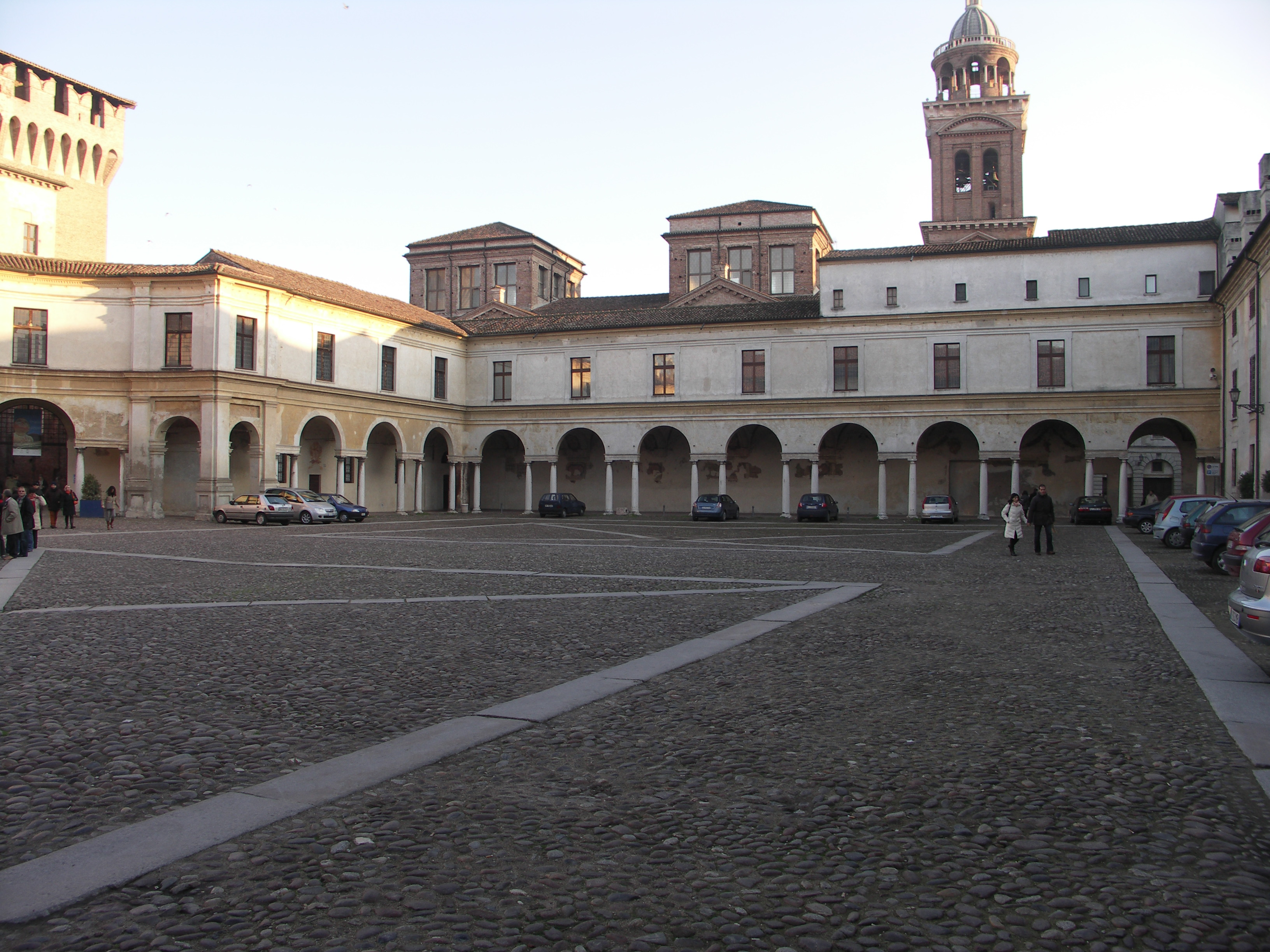
Glockenturm der Kirche von Santa Barbara

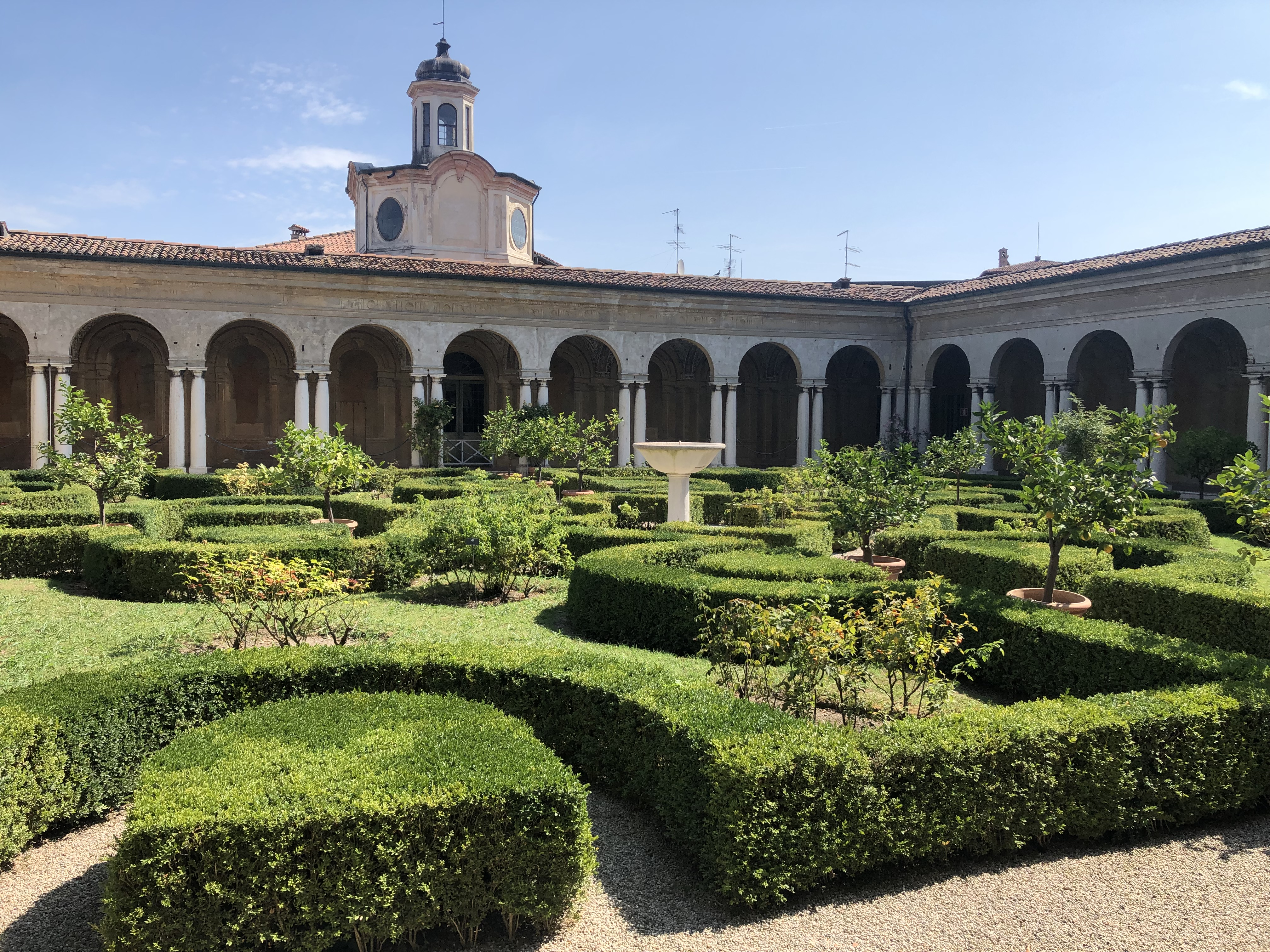
Hängender Garten im Palazzo Ducale (Mantua)

Der Palazzo Ducale (dt.: Herzogspalast) in der oberitalienischen Stadt Mantua in der Lombardei ist ein Gebäudekomplex des 14. bis 17. Jahrhunderts, der überwiegend von der Familie der Gonzaga als ihr Herrschaftssitz errichtet wurde.
Die Gebäude sind durch Korridore und Galerien verbunden und durch ihre inneren Höfe und Gärten aufgewertet. Das Ensemble umfasst etwa 1000 Räume auf ca. 35.000 m² Fläche. Der Komplex umfasst auch das Museo archeologico nazionale di Mantova.
Berühmt ist der Palast auch wegen Andrea Mantegnas Fresken in der Camera degli Sposi (Hochzeitszimmer) im Castello di San Giorgio, einer zum Baukomplex dazugehörigen freistehenden Burg, aber auch für viele weitere architektonische und künstlerische Ausstattungen.

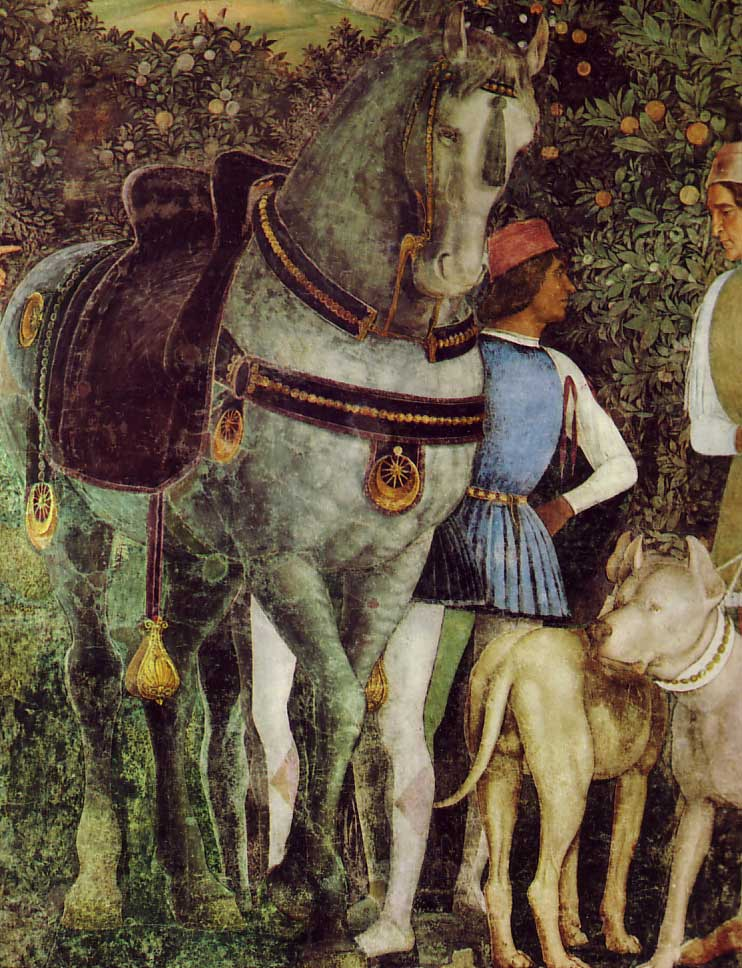
Detail der Fresken Andrea Mantegnas in der Camera degli Sposi im Herzogspalast

## Geschichte
Die ältesten Bereiche des Palasts bestehen aus dem Palazzo del Capitano, der im frühen 14. Jahrhundert von Guido Buonacolsi errichtet wurde, dessen Familie Mantua von 1271 bis 1328 beherrschte, und der Magna Domus. Am Ende dieses Jahrhunderts kam durch Bartolino da Novara, einem der berühmtesten Militärbaumeister der Zeit, das Castello di San Giorgio hinzu.
Die Domus Nova wurde ein Jahrhundert später von Luca Fancelli vollendet. Er ist außerdem für den Corte Nuova (Neuer Hof) verantwortlich, in dem sich die herzöglichen Räume mit den berühmten Freskenzyklen von Giulio Romano befinden.
Die Kirche Santa Barbara, Palastkapelle (Basilica Palatina) der Gonzaga, wurde von Giovanni Battista Bertani entworfen. Im 16. und 17. Jahrhundert fügte der Architekt und Maler Antonio Maria Viani die Gemächer des Vincenzo I und den sogenannten Raum der Metamorphosen und die Loggia di Eleonora hinzu.
Am 24. Februar 1607 erlebte Claudio Monteverdis Oper L’Orfeo ihre Uraufführung im herzoglichen Palast. Der genaue Ort der Aufführung innerhalb des Palastkomplexes ist nicht bekannt.
Die Gonzaga bewohnten den Palast von 1328 bis 1707, als die Dynastie erlosch. Anschließend erlebten die Gebäude einen schnellen Verfall; ein Prozess, der erst im 20. Jahrhundert durch Restaurierung und seine neue Zweckbestimmung als Museum umgekehrt werden konnte.

## Überblick
Der Eingang ist an der Piazza Sordello, an der die ältesten Gebäudeteile stehen, der Palazzo del Capitano und Magna Domus. Die monumentale Scalone delle Duchesse (Herzoginnentreppe), im 17. Jahrhundert erbaut und 1779 von Architekt Paolo Pozzo erweitert, führt in den Raum des Morone, benannt nach dem Gemälde des Veroneser Domenico Morone (1494), das die Vertreibung der Rinaldo dei Bonacolsi im Jahre 1328 darstellt (das Geschehen findet auf der Piazza Sordello statt). Im Piano nobile befindet sich die Stanza di Guastalla, mit einem Fries voll Fresken mit Porträts der Gonzaga-Familie, die ursprünglich bis in den nächsten Raum reichten, die Camera di Pisanello. Antonio Pisanello wurde nach 1433 mit Fresken beauftragt, die ein „Turnier“ zeigten und weitere, unvollendete Szenen.
Die Galleria Nuova ist ein Korridor, der 1778 von Giuseppe Piermarini errichtet wurde, um die Guastalla-Gemächer mit denen des Herzogs zu verbinden. Er beherbergt mehrere Altäre vom frühen 16. bis ins späte 18. Jahrhundert von Francesco Borgani, Carlo Bonone, Spagnoletto und anderen. Die Galerie schließt mit der grandiosen Sala degli Arcieri (Raum der Bogenschützen), in der sich einst die Wohnung des Vincenzo befand. Berühmt ist ein Altarbild von Peter Paul Rubens (1605), ursprünglich Teil eines Triptychons der Kirche der Santissima Trinità in der Stadt, das die Gonzaga-Familie in der Verehrung der heiligen Dreifaltigkeit darstellt.
Schließlich folgt die Galleria degli Specchi (Spiegelgalerie): Als offene Loggia unter Vincenzo I. errichtet, mit klassizistischer Dekoration von 1773–1779. Das Gewölbe wurde freskiert von zwei Schülern des Guido Reni.